# Luigi Bodio
Pour les articles homonymes, voir Bodio.
Luigi Bodio, né le 12 octobre 1840 à Milan et mort le 2 novembre 1920 à Rome, est un économiste et statisticien italien.

## Biographie
Luigi Bodio naît le 12 octobre 1840 à Milan, dans une famille de petits commerçants.
Il est diplômé en droit de l'université de Pise le 7 août 1861. À l'achèvement de ses études, le gouvernement lui donne une bourse de voyage pour aller étudier à l'étranger les sciences économiques et statistiques; à son retour, en 1864, on le nomme professeur d'économie politique au Royal Institut technique de Livourne; il passe bientôt en la même qualité à Milan et en 1869, par professer la statistique et la géographie commerciale à l'École supérieure du commerce de Venise. C'est là qu'en 1872, à la mort de Pietro Maestri, vient le chercher sa nomination au poste de directeur général de la statistique du royaume d'Italie. Dans ces fonctions, Luigi Bodio montre une sorte de génie de la statistique et tandis que la plupart des gouvernements entretiennent encore une statistique arriérée, les publications de l' Ufficio di Statistica se révèlent des
modèles de science et de méthode. Luigi Bodio est constamment délégué par l'Italie pour représenter le royaume aux différents congrès de statistique, à Saint Pétersbourg (1872), à Vienne (1873), à Stockholm (1875), à Paris (1878), etc.; il est le secrétaire général de l'Institut international de statistique.
Luigi Bodio meurt le 2 novembre 1920 à Rome.

## Publications
Outre les nombreuses publications officielles faites par ses soins ou sous sa direction, Luigi Bodio écrit les ouvrages suivants, que nous citons, à l'exclusion d'un assez grand nombre de brochures, de notices et de préfaces diverses : Saggio sul Commercio esterno terrestre e maritimo del Regno d'Italia (Florence, 1865, in-4); Dei documenti statistici del Regno d'Italia (Florence, 1867, in-8); Prolusione al Corso di Statistica : Dei rapporti della Statistica coll'Economia politica (1869); Movimento dello stato civile dell'Italia nell'anno 1875 (Rome, 1876, 2 vol. in-4); l'Italia economica nel 1873 (Rome, 1873-1875, 4 vol. in-8); le Opere pie in Italia, statistica (Rome, 1881, in-4); la Statistique officielle en Italie (Nancy, 1886,in-8); Sul movimento dell'emigramone dell'ltalia e sulle cause e caratteri del medesinao (Rome, 1886, in-8). Luigi Bodio fonde en 1870 l' Archivio di slatistica, périodique trimestriel qui n'a rien d'officiel et qui parait à Rome.